# Últimas funciones
Últimas funciones es el único álbum recopilatorio del grupo colombiano de rock alternativo La Derecha. Se publicó el 22 de noviembre de 2019 con motivo de la separación del grupo.
Contiene dos temas nuevos, dos reversiones del álbum Balas de bebé (y otras canciones de cuna) y cinco remasterizaciones del álbum debut homónimo del grupo.
El 30 de agosto, La Derecha lanzó el primer y único sencillo del álbum: «Dylan por nosotros», el cual está inspirado en unos versos del músico estadounidense Bob Dylan.
El 4 de septiembre de 2019, La Derecha anunció que se separarían y que realizarían una gira de despedida llamada "Últimas funciones" que comenzaría en Nueva York el 20 de septiembre de 2019 y culminaría el 28 de noviembre de 2019 en el Teatro Jorge Eliécer Gaitán en Bogotá, además del lanzamiento del álbum del mismo nombre.
| N.º | Título                    | Duración |  |
| 1.  | «Dylan por nosotros»      | 3:24     |  |
| 2.  | «Oye»                     | 2:38     |  |
| 3.  | «Nadie te va a corromper» | 3:26     |  |
| 4.  | «Si te busco»             | 4:04     |  |
| 5.  | «Laguna azul»             | 4:08     |  |
| 6.  | «Ay qué dolor»            | 4:11     |  |
| 7.  | «Lola»                    | 4:10     |  |
| 8.  | «Balada»                  | 3:01     |  |
| 9.  | «Paraíso congelado»       | 4:06     |  |